# Otto Vellingk
Otto Vellingk, född 1649, död 19 maj 1708, var en svensk greve, general och kungligt råd. 

## Biografi
Han var son till översten Otto Vellingk och Kristina Mannersköld samt bror till Mauritz Vellingk. 
Vellingk blev år 1664 löjtnant vid ett i Bremen förlagt svenskt regemente, men gick 1666 i fransk tjänst och befordrades 1670 till överste i franska armén. Under Sveriges krig mot Danmark bevistade han som frivillig slaget vid Halmstad, där han anförde en skvadron av livregementet till häst. Några dagar senare befordrades han till överste i svenska armén och var chef för östgötska värvade kavalleriregementet (Överste Vellingks regemente). Han deltog i slaget vid Lund och upphöjdes 1676 i friherrligt stånd. År 1678 blev Vellingk överste för Nylands och Tavastehus läns ryttare och 1683 generalmajor av kavalleriet. 
År 1687 utnämndes Vellingk till landshövding över Gästrikland, Hälsingland, Medelpad, Ångermanland, Jämtland, Härjedalen och Lappland, en post som han 1693 bytte ut mot den som generalguvernör över Skåne, för att 1698 bli generalguvernör över Ingermanland och Kexholms län. Han befordrades även till general av kavalleriet 1698. 
Vid utbrottet av Stora nordiska kriget blev han överbefälhavare i Ingermanland och Livland, samt var chef för Ingermanländska dragonregementet och Ingermanländska infanteriregementet 1700–1705.
I slaget vid Narva 1700 ledde han högra flygeln och han gjorde även bemärkta insatser i slaget vid Düna 1701, slaget vid Kliszow 1702, belägringen av Lemberg och slaget vid Punitz 1704, samt förde självständigt befäl i slaget vid Tillendorf 1704.
År 1705 upphöjdes Vellingk till kungligt råd och förordnades samtidigt till president i Åbo hovrätt. Han upphöjdes även 1706 i grevlig värdighet, men avled innan han hann ta introduktion.